# Beziehungen zwischen der Europäischen Union und den Vereinigten Staaten
Die Beziehungen zwischen der Europäischen Union (EU) und den Vereinigten Staaten von Amerika (USA) spielen sich vor allem im ökonomischen und politischen Bereich ab. Beide Machtblöcke vertreten bei internationalen Konflikten oft eine ähnliche Meinung, was einerseits an den historischen Gegebenheiten liegt, andererseits daran, dass sowohl die USA als auch der Großteil der EU-Mitgliedsstaaten in der NATO sind.
Die Kooperation wird auch als Transatlantische Beziehungen bezeichnet.

## Geschichte
Der überwiegende Teil der weißen US-Bevölkerung stammt von Einwanderern der jetzigen EU-Staaten ab, seit dem 17. Jahrhundert ist es zu verstärkten Migration von Seiten Europas in die USA gekommen.
Seit 1953 existieren diplomatische Beziehungen zwischen den USA und der EGKS, dem Vorläufer der EU. Ein Jahr später eröffnete die EU-Kommission in Washington ihre erste diplomatische Vertretung, das US-Außenministerium folgte im Jahr 1961 mit einer Vertretung in Brüssel. Die EU-Vertretung in Washington gilt nicht nur einer stärkeren Kooperation mit der US-Regierung, sondern auch an anderen Internationalen Organisation mit Sitz in der US-Hauptstadt, wie dem Internationalen Währungsfonds. 3 Jahre später entsandte die Kommission einen weiteren Vertreter nach New York, um ihren Beobachterstatus bei den Vereinten Nationen wahrnehmen zu können.
Im November 1990 wurde eine transatlantische Erklärung zwischen den beiden Partner geschlossen. Seitdem pflegen die Präsidenten der EU-Kommission und der USA auf regelmäßigen Gipfeln die Beziehungen zueinander. Ein großer Schritt zu einer engeren politischen Zusammenarbeit wurde 1995 auf dem europäisch-amerikanischen Gipfel in Madrid gemacht, bei welchem der damalige EU-Kommissionspräsident Jacques Santer und US-Präsident Bill Clinton die Neue Transatlantische Agenda (NTA) unterzeichneten. Die Hauptpunkte der Agenda sind:

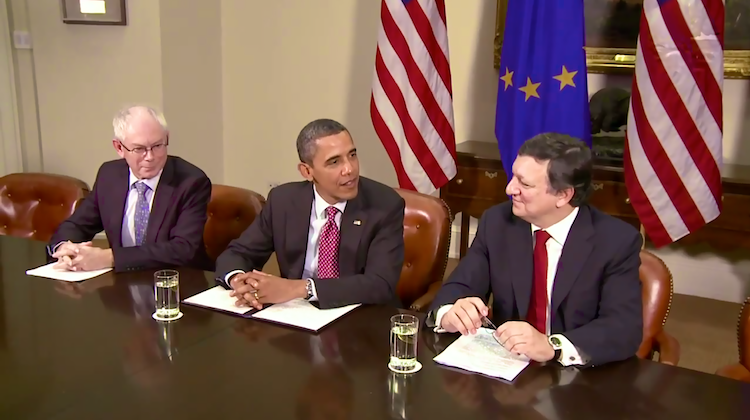
EU-Ratspräsident Herman van Rompuy, Barack Obama, Jose Manuel Barroso

- Förderung von Frieden und Stabilität, Demokratie und Entwicklung
- Bewältigung globaler Herausforderungen
- Förderung der Expansion des Welthandels und Aufnahme engerer wirtschaftlicher Beziehungen

Auf dem Gipfel 1998 in London wurde die Gründung der Transatlantischen Wirtschaftspartnerschaft beschlossen. Diese Partnerschaft führte dazu, dass die EU und die USA in den folgenden Jahren mehrere Abkommen schlossen, bei welchen es um den Abbau von Zöllen und der Beseitigung von Handelshemmnissen geht.
Im Jahr 2002 wurde ein Abkommen im Bereich der Luftsicherheit unterzeichnet, es soll die Vorschriften der beiden Partner angleichen und die EU-Verordnung zur Festlegung gemeinsamer Vorschriften für die Zivilluftfahrt wird hier berücksichtigt. Der damalige EU-Verkehrskommissar Jacques Barrot sagte, dass durch dieses Abkommen zusätzlich 17 Mio. Fluggäste pro Jahr zu erwarten sind, und aufgrund des Bürokratieabbau Einsparungen in Höhe von 5 Mrd. € für die Verbraucher möglich sind. Ein ähnlicher Vertrag wurde zu Vorschriften von Schiffsausrüstung geschlossen.
Auf dem EU-USA-Gipfel 2003 in Washington wurde die Schaffung des offenen Luftraums Open Aviation Area beschlossen. Ein Jahr später wurde in Dublin beschlossen die beiden Satellitensystem Galileo (EU) und GPS (USA) gemeinsam aufeinander abzustimmen und kombinierte Signale zu verwenden.
Im Jahr 2013 wurden die Gespräche über ein Transatlantisches Freihandelsabkommen TTIP durch EU-Kommissionspräsident José Manuel Barroso, US-Präsident Barack Obama und EU-Handelskommissar Karel de Gucht aufgenommen. Im Juni 2021 wurde der gemeinsame Trade and Technology Council zur engeren Koordination der Zusammenarbeit im Bereich Handel und Technologie gegründet.

## Wirtschaftsbeziehungen
Die Europäische Union und die USA sind traditionell wirtschaftlich eng verflochten. Den Hintergrund bildet u. a. der Marshallplan, mit dem die USA nach dem Zweiten Weltkrieg am wirtschaftlichen Wiederaufbau der europäischen Staaten beteiligt waren.
2011 entfielen nach Angaben des Auswärtigen Amtes etwas über 4 Prozent des weltweiten Warenhandels auf den Warenhandel zwischen der EU und den USA, beim Dienstleistungshandel lag der Anteil bei gut 11 Prozent. 2012 wurden Waren im Wert von knapp 500 Milliarden Euro gehandelt. Dabei exportierte die EU Waren im Wert von 291,9 Milliarden Euro und importierte Waren im Wert von 205,8 Milliarden Euro aus den Vereinigten Staaten. Den Handel zwischen den EU-Staaten herausgerechnet, bilden beide Wirtschaftsblöcke den jeweils größte Handelspartner untereinander.
Während der ersten Präsidentschaft von Donald Trump erhoben die USA Strafzölle gegen einzelne Waren aus der EU, worauf die EU ihrerseits mit Vergeltungszöllen antwortete. Unter Trumps Nachfolger Joe Biden wurden die Strafzölle in beiderseitigem Einvernehmen ausgesetzt. Während der zweiten Präsidentschaft von Donald Trump schloss die EU-Kommission mit den USA im Juli 2025 ein Handelsabkommen, mit dem – von einigen Ausnahmen abgesehen – für Waren-Importe aus der EU in die USA Zölle in Höhe von 15 Prozent festgelegt wurden. Zuvor hatte Trump die Zölle auf manche europäische Produkte auf 25 Prozent und mehr heben lassen. Zu manchen Produkten, bei denen zuvor gegenseitige Zölle bestanden hatten, einigten sich beide Vertragsparteien, die Zölle gänzlich fallen zu lassen. Mit dem Abkommen erklärte sich die EU außerdem bereit, Investitionen in Höhe von 600 Milliarden US-Dollar in den USA zu tätigen und für 750 Milliarden US-Dollar Energie aus den USA zu kaufen.